# Trinidad y Tobago en los Juegos Olímpicos de París 2024
Trinidad y Tobago estuvo representado los Juegos Olímpicos de París 2024 por un total de 18 deportistas que compitieron en 3 deportes. Responsable del equipo olímpico es el Comité Olímpico de Trinidad y Tobago, así como las federaciones deportivas nacionales de cada deporte con participación.
Los portadores de la bandera en la ceremonia de apertura fueron el nadador Dylan Carter y la atleta Michelle-Lee Ahye.
El equipo olímpico de Trinidad y Tobago no obtuvo ninguna medalla en estos Juegos.: